# 2022-es kanadai labdarúgókupa
A 2022-es kanadai labdarúgókupa (angolul: Canadian Championship) volt a kanadai labdarúgókupa 15. szezonja. A sorozat 2022. május 10-én kezdődött és július 26-án ért véget. A döntőt az vancouveri BC Place Stadionban rendezték meg. A címvédő a Montréal volt. A trófeát a Vancouver Whitecaps szerezte meg, a kupa története során második alkalommal.

## Lebonyolítás
| Kör         | Dátum        | Mérkőzések száma | Csapatok |
| ----------- | ------------ | ---------------- | -------- |
| Első kör    | május 10–11. | 5                | 10 → 5   |
| Negyeddöntő | május 24–25. | 4                | 8 → 4    |
| Elődöntő    | június 21.   | 2                | 4 → 2    |
| Döntő       | július 26.   | 1                | 2 → 1    |

## Első kör
| 2022. május 10. 7:00 EST |

| Guelph United | 0–2 | HFX Wanderers                     |
| ------------- | --- | --------------------------------- |
|               |     | García 22' (11-esből) Daniels 61' |

| Alumni Stadion, Guelph, Ontario Nézőszám: 1 728 Játékvezető: Filip Dujic |

| 2022. május 10. 7:00 EST |

| Atlético Ottawa | 1–1 (h. u.) | York United |
| --------------- | ----------- | ----------- |
| Shaw 61'        |             | Abzi 31'    |
| Büntetőpárbaj   |             |             |
|                 | 6–7         |             |

| TD Place Stadion, Ottawa, Ontario Játékvezető: Pierre-Luc Lauzière |

| 2022. május 10. 7:30 MTZ |

| Cavalry                  | 2–1 | Edmonton                   |
| ------------------------ | --- | -------------------------- |
| Bevan 17' 36' (11-esből) |     | Warschewski 55' (11-esből) |

| ATCO Field, Foothills County, Alberta Nézőszám: 2 229 Játékvezető: Juan Marquez |

| 2022. május 11. 7:00 EST |

| Forge                     | 2–0 | Mont-Royal Outremont |
| ------------------------- | --- | -------------------- |
| Campbell 34' Pacius 90+2' |     |                      |

| Tim Hortons Field, Hamilton, Ontario Nézőszám: 2 213 Játékvezető: Yusri Rudolf |

| 2022. május 11. 7:00 PST |

| Vancouver Whitecaps    | 2–0 | Valour |
| ---------------------- | --- | ------ |
| Teibert 19' Raposo 22' |     |        |

| BC Place Stadion, Vancouver, Brit Columbia Nézőszám: 7 803 Játékvezető: Alain Ruch |

## Negyeddöntő
| 2022. május 24. 7:00 ATZ |

| HFX Wanderers | 1–2 | Toronto                |
| ------------- | --- | ---------------------- |
| Salter 69'    |     | Bradley 55' Osorio 87' |

| Wanderers Grounds, Halifax, Új-Skócia Nézőszám: 6 507 Játékvezető: Juan Marquez |

| 2022. május 24. 7:00 PST |

| Pacific         | 2–2 (h. u.) | York United                 |
| --------------- | ----------- | --------------------------- |
| Đidić 12' 90+6' |             | Thompson 26' De Rosario 31' |
| Büntetőpárbaj   |             |                             |
|                 | 3–4         |                             |

| Starlight Stadion, Langford, Brit Columbia Nézőszám: 1 462 Játékvezető: Filip Dujic |

| 2022. május 25. 7:00 EST |

| Montréal            | 3–0 | Forge |
| ------------------- | --- | ----- |
| Ibrahim 14' 22' 49' |     |       |

| Saputo Stadion, Montréal, Québec Játékvezető: Pierre-Luc Lauzière |

| 2022. május 25. 7:00 MTZ |

| Cavalry       | 1–1 (h. u.) | Vancouver Whitecaps |
| ------------- | ----------- | ------------------- |
| Bevan 72'     |             | Klomp 80'           |
| Büntetőpárbaj |             |                     |
|               | 3–5         |                     |

| ATCO Field, Foothills County, Alberta Játékvezető: Yusri Rudolf |

## Elődöntő
| 2022. június 22. 7:00 EST |

| Toronto                                 | 4–0 | Montréal |
| --------------------------------------- | --- | -------- |
| Akinola 40' 54' Jiménez 75' Pozuelo 78' |     |          |

| BMO Field, Toronto, Ontario Nézőszám: 18 133 Játékvezető: Yusri Rudolf |

| 2022. június 22. 7:00 PST |

| Vancouver Whitecaps | 2–1 | York United  |
| ------------------- | --- | ------------ |
| White 53' 74'       |     | Johnston 84' |

| BC Place Stadion, Vancouver, Brit Columbia Nézőszám: 10 503 Játékvezető: Juan Marquez |

## Döntő
| 2022. július 26. 7:30 PST |

| Vancouver Whitecaps                | 1–1 | Toronto                               |
| ---------------------------------- | --- | ------------------------------------- |
| White 19'                          |     | MacNaughton 75'                       |
| Büntetőpárbaj                      |     |                                       |
| Gauld White Gressel Cubas Blackmon | 5–3 | Criscito Perruzza Osorio Bernardeschi |

| BC Place Stadion, Vancouver, Brit Columbia Nézőszám: 24 307 Játékvezető: Pierre-Luc Lauzière |